# William Jefferson Lhamon
William Jefferson Lhamon auch in den Schreibvarianten William J. Lhamon, W. J. Lhamon (* 16. September 1855 in Gambier, Knox County, Ohio; † 21. Oktober 1955 in Columbia, Missouri) war ein US-amerikanischer Geistlicher der Christian Church (Disciples of Christ).

## Leben

### Familie und Ausbildung
William Jefferson Lhamon, jüngstes Kind des Francis Marion Lhamon (1829–1910) und dessen Ehegattin Julia Ann geborene Pharis (1829–1910), unterrichtete bereits als 17-Jähriger an öffentlichen Schulen im Knox County, bevor er am Butler College, 1878 an der Butler University graduierte. William Jefferson Lhamon wurde in direkter Folge für den seelsorgerischen Dienst in der Christian Church (Disciples of Christ) ordiniert.
William Jefferson Lhamon heiratete am 28. Juni 1881 in Hoppeston im Bundesstaat Indiana Clara Ellen geborene Frankenberger (1860–1956). Aus dieser Verbindung entstammten die Kinder Ruskin (1885–1955), Candace (1890–1952) sowie die Pädagogin Lois Lhamon Watkins (1894–1990).

### Beruflicher Werdegang
Reverend William Jefferson Lhamon bekleidete nach seiner Ordination Pfarrstellen in Ohio sowie anderen Bundesstaaten, bis er an die Theologische Fakultät des Drury College in Springfield im Bundesstaat Missouri berufen wurde. 1901 nahm Lhamon das Angebot für die Stelle des Dekans des Missouri Bible College in Columbia im Bundesstaat Missouri wahr, dort zeichnete er verantwortlich für die Errichtung der Lowry Hall. William Jefferson Lhamon, einer der bedeutendsten Geistlichen der Christian Church seiner Generation, verfasste neben Broschüren mehrere Bücher.

## Publikationen
- Missionary fields and forces of the Disciples of Christ, in: The Bethany C.E. Reading Courses [2d series, v. 3], Fleming H. Revell Co., New York, Chicago, 1898
- Heroes of modern missions, in: Bethany C.E. hand-book series (J.Z. Tyler, general editor) [3d series, vol. III],  Fleming H. Revell, Chicago, 1899
- Missions imperative, or our Lord's Commission, our reason for missions, in: Foreign Christian Missionary Society series, no. 12, Cincinnati, 1900
- The character Christ, fact or fiction, in: College of missions lectureship, series 111, Fleming H. Revell Co., New York, Chicago, 1914
- An address to the Members of the commission for the restudy of the Disciples of Christ, and more broadly to our Disciple fellowship at large, The author, Columbia, MO, 1920
- Thy kingdom come, The author, Columbia, MO, 1936
- Twice forty four, Columbia, MO, 1942
- Syllabi: Studies in the Christ Character, and in New Testament Introduction, Lhamon, Springfield, Missouri